# Gil Baiano
José Gildásio Pereira de Matos, detto Gil Baiano (Tucano, 3 novembre 1966), è un ex calciatore brasiliano, di ruolo difensore.

## Caratteristiche tecniche
Giocava come terzino destro.

## Carriera

### Club
Iniziò la carriera nel Guarani del tecnico Lori Sandri nel 1987, dopo due anni nel settore giovanile; nel 1989 passò al Bragantino, squadra della città di Bragança Paulista, dove vinse la Série B; nel biennio 1990-1991 la neopromossa sorprese, vincendo il Campionato Paulista nel 1990 ed arrivando in finale nel campionato nazionale 1991. Nel 1993 si trasferì a metà stagione al Palmeiras, con cui vinse il titolo nazionale, giocando da titolare il ritorno della finale. Nel 1995 passò al Paraná Clube con il quale centrò il bicampionato statale; le sue buone prestazioni gli valsero dunque il passaggio allo Sporting, voluto dall'allenatore Robert Waseige; debuttò in campionato il 23 agosto 1996 contro lo Sporting Espinho; dopo l'esonero di Waseige e l'arrivo di Octávio Machado, Gil Baiano perse la titolarità e tornò in Brasile. Ha chiuso la carriera nel 2007 giocando per il Ceilândia.

### Nazionale
Gil Baiano ha giocato sette partite per il Brasile senza segnare reti. Il suo debutto fu in occasione della gara contro la Spagna del 12 settembre 1990 e l'ultima partita fu quella contro l'Argentina del 26 marzo 1991.

## Palmarès

### Club

#### Competizioni statali
- Campionato paulista: 2

Bragantino: 1990
Palmeiras: 1994
- Campionato Paranaense: 2

Paraná: 1995, 1996

#### Competizioni nazionali
- Campionato brasiliano: 1

Palmeiras: 1993
- Campeonato Brasileiro Série B: 1

Bragantino: 1989